# Neobarynotus microlepis
Neobarynotus microlepis és una espècie de peix cipriniforme de la família dels ciprínids.

## Morfologia
- Els mascles poden assolir 40 cm de longitud total.[2][3]

## Alimentació
És omnívor: menja principalment insectes i, també, gambes i matèria vegetal.

## Hàbitat
És un peix d'aigua dolça i de clima tropical.

## Distribució geogràfica
Es troba a Àsia: el Vietnam, Cambodja, Malàisia, Brunei i Indonèsia, incloent-hi el riu Mekong.